# For My Pain…
For My Pain… (название обычно сокращают до FMP… или просто FMP) — финская готик-метал супергруппа из города Оулу. В состав группы входят участники из различных финских групп — Embraze, Eternal Tears of Sorrow, Nightwish, Charon и Reflexion. Группа выпустила успешный альбом Fallen в 2003 году, однако с тех пор ни одного полноформатного альбома выпущено не было.

## История

### Рождение FMP (1999—2001)
Идея создать For My Pain… пришла в 1999 году, когда Алтти Ветеляйнен (бас-гитара) и Петри Санкала (ударные), оба из Eternal Tears of Sorrow, захотели создать новый проект. Они попросили присоединиться своих друзей, Туомаса Холопайнена (клавишник из Nightwish) и Лаури Туохимаа (гитарист из Charon и Embraze). Каждый из них был заинтересован в группе, однако, так как все были заняты, проект пришлось отложить до лучших времён.

### Fallen (2001—2006)
Через несколько лет идея вернулась, на этот раз у участников было больше времени. К группе присоединились два новых участника, Оли-Пекка Тёррё (гитарист из Eternal Tears of Sorrow) и Юха Кюльмянен (вокалист из группы Reflexion). Группа начала запись своего дебютного альбома в 2001 году, причём двое новичков стали авторами львиной доли как музыки, так и текстов.
Альбом Fallen был выпущен в 2003 году, за ним последовал сингл Killing Romance, выпущенный в 2004 году и содержащий три новые композиции. С тех пор группа не выпускала нового материала.

### Новый альбом (2007)
В 2007 году было объявлено, что группа собирается выпустить новый альбом той же осенью, однако в октябре было объявлено, что альбом будет отложен, предположительно до осени 2008 года либо до весны 2009, однако пока так и не увидел свет.

### Реюнион (2023-н.в.)
В декабре 2023 года группа анонсировала возвращение спустя 20 лет после выхода дебютного альбома. 12 апреля 2024 выходит новый сингл Recoil into Darkness. В планы группы также входит гастрольный тур.

## Состав

### Текущий состав
- Юха Кюльмянен (Reflexion) — вокал
- Лаури Туохимаа (Embraze) — гитара
- Оли-Пекка Тёррё (ex-Eternal Tears of Sorrow) — гитара
- Алтти Ветеляйнен (Eternal Tears of Sorrow) — бас-гитара
- Ари-Матти Похьола – ударные
- Марко Снек  (Poisonblack) — клавишные

### Бывшие участники
- Туомас Холопайнен (Nightwish) — клавишные
- Петри Санкала (Eternal Tears of Sorrow) — ударные

### Приглашённые музыканты
- Теро Киннунен — клавишные на сингле Killing Romance
- Мириам Ренвог (Ram-Zet) — вокал в композициях «Dancer in the Dark» и «Too Sad To Live»

## Дискография
- Fallen (2003)
- Killing Romance (сингл, издавался только в Финляндии) (2004)
- Recoil into Darkness (2024)